# Sistema Universitario Concordia
El Sistema Universitario Concordia es una red de ocho universidades norteamericanas dirigidas por la Iglesia Luterana Sínodo de Misuri. Todas se denominan Concordia y exigen programas religiosos como parte de su currículo. El sistema se fundó en 1992. En la actualidad engloba unos 22.000 estudiantes.

## Miembros
- Universidad Concordia (Míchigan) (fusionado en Universidad Concordia (Wisconsin) en 2013)
- Universidad Concordia Texas
- Concordia College (Nueva York)
- Universidad Concordia Chicago
- Universidad Concordia (California)
- Universidad Concordia (Oregón)
- Universidad Concordia (Minnesota)
- Universidad Concordia (Nebraska)
- Universidad Concordia (Wisconsin)

## Otras instituciones denominadas Concordia
Existen otras universidades denominadas Concordia que no guardan relación con esta red, como por ejemplo:
- Concordia College (Minnesota)
- Universidad Concordia

- Datos: Q5159008
- Multimedia: Concordia University System / Q5159008